# ميخائيل إيفرسون
ميخائيل إيفرسون (بالإنجليزية: Michael Everson)‏ هو ناشر أيرلندي وأمريكي، ولد في 9 يناير 1963 في بنسيلفانيا في الولايات المتحدة.

## وصلات خارجية
- الموقع الرسمي